# بطولة العالم لسباقات فورمولا 1 موسم 1956
بطولة الفورمولا 1 لعام 1956 هو الموسم العاشر من سباقات الفورمولا 1 التابعة للاتحاد الدولي للسيارات. بدأت البطولة في 22 يناير 1956 وانتهت في 2 سبتمبر بعد ثمانية سباقات. فاز خوان مانويل فانجيو بلقبه الثالث على التوالي والرابع في مسيرته. حتى موسم 2006، كان هذا هو الموسم الأخير الذي لم يفز فيه أي متسابق بريطاني بأي سباق بطولة.

## الوصلات الخارجية
- الموقع الرسمي للفورمولا 1